# Acer sichourense
Acer sichourense é uma espécie de árvore do gênero Acer, pertencente à família Aceraceae.